# Anophthalmus hitleri
Anophthalmus hitleri (em esloveno:  Hitlerjev brezokec) é uma espécie de besouro cego de caverna encontrada apenas em cerca de quinze cavernas úmidas na Eslovênia. O besouro compartilha seu gênero com 41 outras espécies e 95 subespécies diferentes. Os membros de sua subfamília (Trechinae) são, como a maioria dos Carabidae, predadores, portanto, presume-se que os adultos e as larvas de A. hitleri sejam predadores de habitantes menores das cavernas.

## Nome
O nome científico do besouro vem de um colecionador austríaco, Oskar Scheibel, a quem foi vendido um espécime de uma espécie então não documentada em 1933. O nome da espécie foi uma dedicatória a Adolf Hitler, que recentemente havia se tornado chanceler da Alemanha. A dedicatória não passou despercebida por Hitler, que enviou a Scheibel uma carta demonstrando sua gratidão. O nome do gênero vem do grego: a(n) (negação) e ofthalmos "olho", literalmente "sem olhos".
A espécie não apresenta nenhuma característica notável, como cores extravagantes ou antenas incomuns, mas é de interesse dos colecionadores de besouros (e também dos colecionadores de recordações de Hitler) por causa de seu nome. Alguns afirmam que isso está colocando o besouro em perigo de extinção, mas outros acreditam que essa afirmação exagera muito a ameaça real representada pela coleta.
Embora muitos tenham sugerido que a espécie seja renomeada, o princípio de prioridade do Código Internacional de Nomenclatura Zoológica sustenta que o primeiro nome validamente publicado para uma espécie é o nome correto e, embora o ICZN desencoraje fortemente os autores a publicarem nomes que possam ser considerados ofensivos, isso não permite, em geral, que um nome considerado ofensivo seja invalidado depois de publicado. Sobre o nome de A. hitleri, o presidente da Comissão Internacional de Nomenclatura Zoológica (ICZN), Thomas Pape, afirma: "Não era ofensivo quando foi proposto e pode não ser ofensivo daqui a 100 anos." Uma possível solução sugerida pelo vice-presidente da ICZN, Patrice Bouchard, foi "mudar o nome vernacular", e, em setembro de 2023, foi proposto um novo nome vernacular, besouro cego esloveno das cavernas.